# Meine Freunde Tigger & Puuh: Singen und Tanzen im Hundertmorgenwald
Meine Freunde Tigger & Puuh: Singen und Tanzen im Hundertmorgenwald (Originaltitel: Tigger & Pooh and a Musical Too) ist ein amerikanischer Direct-to-Video animierter Musikfilm aus dem Jahr 2009, der von Disney Television Animation produziert wurde, basierend auf der erfolgreichen Playhouse-Disney-Serie Meine Freunde Tigger und Puuh. Im Film geben Darby, Tigger und Pooh ein Musikkonzert für den Hundred Acre Wood.
Der Film, der der zweite Film der Serie ist, wurde am 7. April 2009 auf DVD veröffentlicht. Weniger als eine Woche später, am 11. April, wurde er erstmals auf Playhouse Disney ausgestrahlt. Im Gegensatz zum Super Sleuth Christmas Movie wurde es eher wie ein normaler Film denn als Teil der Serie behandelt.

## Handlung
In einer Handlung ähnlich wie Du sollst mein Glücksstern sein wird Rabbit für seinen großen Einsatz bei der Planung des Picknicks ihrer besten Freunde zum ersten Bürgermeister des Hundred Acre Wood ernannt. Wenn Darby leider sagt, dass ein Bürgermeister für alles verantwortlich ist, geht ihm das leider zu Kopf und er erfindet viele Regeln, wie „Kein Hüpfen“, „Kein Honig“ und alles nach einem Zeitplan. Nach und nach ärgern sich alle über die neuen Regeln, und schließlich, als sich nicht alle (besonders Tigger) an die Regeln halten können, beschließen Rabbit und Beaver, der Vizebürgermeister wird, den Wald aufzuteilen, damit Rabbit auf einer Seite Bürgermeister sein kann. Sie geben Tigger eine Pause, aber es funktioniert nicht. Dann entscheiden sie, dass Rabbit und Tigger Bürgermeister werden können.
Sie lassen Beaver eine weiße Linie durch den Hundert-Morgen-Wald ziehen. Das Problem ist, dass die weiße Linie die Menschen auf beiden Seiten von ihren Freunden trennt. Alle außer Darby und Buster müssen auf ihrer Seite bleiben, was zu Problemen und Chaos führt. Tigger und Pooh können nicht mehr schnüffeln, Roo und Lumpy können sich nicht mehr besuchen, Tigger kann nicht länger mit Roo und Rabbit befreundet sein und Waren, Vorräte und Materialien können nicht gehandelt werden (was bedeutet, dass es für Eeyore keine Disteln und keine Kekse gibt). Rabbit sieht die Traurigkeit und beschließt, alle aufzuheitern, indem er an seiner Seite ein Picknick veranstaltet, und Tigger tut dasselbe. Aber die Picknicks machen keinen Spaß, weil alle getrennt sind, bis Darby einen Plan ausheckt, um den Hundert-Morgen-Wald wieder zu vereinen und alles wieder normal zu machen, und es hat funktioniert. Nachdem Rabbit und Tigger ihren Irrtum erkannt haben, treten beide von ihrem Amt als Bürgermeister zurück und befehlen Beaver, die weiße Linie zu entfernen, um den Frieden im Hundert-Morgen-Wald wiederherzustellen.

## Synchronisation
Die Synchronisation des Films wurde von dem FFS Film- & Fernseh-Synchron GmbH erstellt. Dialogregie führte Rainer Martens.
| Charakter      | Englischer Sprecher | Deutscher Sprecher |
| -------------- | ------------------- | ------------------ |
| Winnie Puuh    | Jim Cummings        | Eberhard Prüter    |
| Tigger         | Jim Cummings        | Joachim Kaps       |
| Darby          | Chloë Grace Moretz  | Jamie Lee Blank    |
| Mama Heffalump | Brenda Blethyn      | Regina Lemnitz     |
| I-Ah           | Peter Cullen        | Tilo Schmitz       |
| Ferkel         | Travis Oates        | Santiago Ziesmer   |
| Buster         | Dee Bradley Baker   | -                  |
| Rabbit         | Ken Sansom          | Gerald Schaale     |
| Stachelschwein | Tara Strong         | -                  |

## Soundtrack
Der Soundtrack wurde am 10. April 2009 veröffentlicht und umfasst 12 Lieder, davon drei Instrumentalstücke.
ist der Soundtrack im iTunes Store verfügbar.
1. „One Big Happy Family“ (performed by the cast)
2. „A Few Simple Rules“ (performed by Rabbit and the cast)
3. „Super Sleuths Theme“ (instrumental)
4. „Bouncin“ (performed by Tigger and ensemble)
5. „The Grass is Greener“ (performed by Tigger and Rabbit)
6. „The Password Song“ (performed by Tigger and Beaver)
7. „Underneath the Same Sky“ (performed by Pooh with Andy Sturmer)
8. „Think, Think, Think“ (instrumental)
9. „The Question Song“ (instrumental)
10. „One Big Happy Family“ (Reprise) (performed by the cast)
11. „Together Again“ (End Credits Theme) (performed by Susanna Benn)
12. „Underneath the Same Sky“ (Extended Version) (performed by Kenny Loggins)

## Kritiken
Emily Ashby von Common Sense Media gab dem Film vier von fünf Sternen und sagte: „Eingängige Musik, großartige Moral und liebenswerte Charaktere, mit denen sich Eltern und Kinder identifizieren können, machen diesen Film zu einem Film für die Massen.“
Umgekehrt gab Kelvin Cedeno von DVDizzy dem Film eine gemischte Kritik und sagte: „Eingefleischte Fans möchten ihn sich vielleicht holen, aber alle anderen Interessierten können ihn einfach auf Playhouse Disney ausstrahlen, wenn er unweigerlich dort ankommt.“ Der Film wurde am 7. April 2009 auf DVD veröffentlicht; Bis Ende 2009 wurden Heimmedienumsätze in Höhe von 308.200 US-Dollar erzielt